# Anna – Lassmichrein Lassmichraus
Anna – Lassmichrein Lassmichraus ist ein Lied der deutschen Band Trio, das im Oktober 1982 auf Single veröffentlicht wurde. Text und Musik stammen von Kralle Krawinkel und Stephan Remmler.

## Komposition

Schlagzeugfigur aus Anna – Lassmichrein Lassmichraus

Auf der Aufnahme sind lediglich zwei Instrumente zu hören: E-Gitarre und Schlagzeug. Auf dem Schlagzeug werden nur Bassdrum und Snare gespielt – Hi-Hat oder Becken sind nicht zu hören. Die Akkordfolgen der E-Gitarre beschränken sich auf nur drei Akkorde.
Nach einem kurzen Trommelwirbel am Anfang beginnt sofort die erste Strophe, deren Text sich auf die Nennung von fünf Vornamen (Anna, Berta, Carla, Dieter und Peter) beschränkt und nach folgendem Muster gesprochen wird: „Anna, Anna, oh Anna“. Nach der ersten Strophe folgt der Refrain, der aus der Zeile „Lass mich rein, lass mich raus“ besteht, die dreimal wiederholt wird. Anschließend beginnt sofort wieder eine Strophe, welche lediglich die Reihenfolge der Namensnennungen der ersten Strophe variiert.
Auf der Maxi-Version folgen auf den vierten Refrain ein langes Gitarrensolo sowie eine weitere Strophe.

## Geschichte

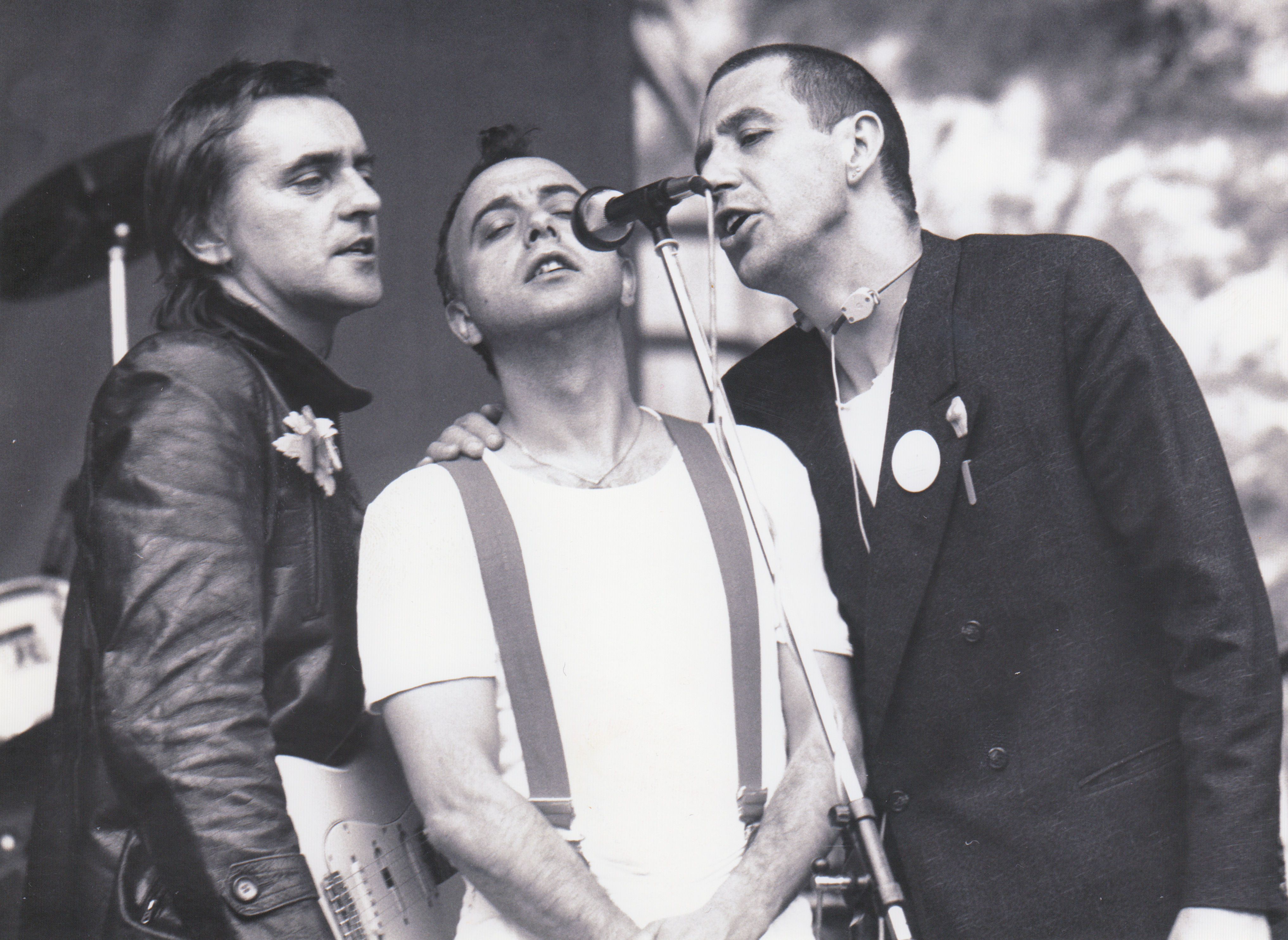
Trio 1982 (v. l. n. r.: Kralle Krawinkel, Peter Behrens, Stephan Remmler)

Anna Lassmichrein Lassmichraus beruht auf einem unveröffentlichten Lied von Trio, das Du ich wär so gern bei dir hieß. Dieses balladeske Lied befand sich schon 1981 im Live-Repertoire der Band und bestand aus drei Strophen in englischer Sprache, der eine Auflistung weiblicher Vornamen in alphabetischer Reihenfolge folgte, die immer wieder von der Zeile „Du ich wär so gern bei dir“ unterbrochen wurde. Inhaltlich thematisierte die ursprüngliche Version „das harte Leben des Rockmusikers“ (so Remmler) und beschrieb den Frust, der auf einer Tournee entstand sowie die Sehnsucht, wieder daheim zu sein. Gleichzeitig suggerierte das Lied, dass die Band in jeder Stadt ein anderes Mädchen hat.
Live wurde Du ich wär so gern bei dir lediglich von einer Gitarre begleitet. Der Trio-Schlagzeuger Peter Behrens spielte kein Instrument. Stattdessen hängte er sich auf der Bühne eine Mappe um den Hals, die DIN-A4-Blätter mit je einem Buchstaben enthielt. Bei jeder Namensnennung in dem Lied blätterte er eine Seite weiter.
Als im Sommer 1981 das erste Album von Trio produziert wurde, entschloss sich die Band, Du ich wär so gern bei dir nicht zu veröffentlichen, da es als Musikproduktion zu langweilig erschien.
Nachdem Da da da 1982 zum Welthit avanciert war, musste die Band zeitnah eine weitere Single veröffentlichen. Da Trio über kein weiteres geeignetes Material verfügte, überarbeitete die Band das unveröffentlichte Lied Du ich wär so gern bei dir, woraus letztendlich Anna – Lassmichrein lassmichraus entstand. Das Lied wurde um eine Schlagzeugbegleitung erweitert, die englischen Strophen wurden ersatzlos gestrichen und ein neuer Refrain geschrieben. Übrig blieb lediglich die ansatzweise Nennung von weiblichen Vornamen in alphabetischer Reihenfolge.
Für das zweite Studioalbum Bye Bye produzierte die Band 1983 das Lied vollständig neu und erweiterte die Instrumentierung um Bass und Keyboard. Diese neue Fassung erschien ausschließlich in englischer Sprache und wurde nicht als Single veröffentlicht. Der Grund für die Neuproduktion bestand darin, dass die Lieder des zweiten Albums insgesamt aufwändiger instrumentiert waren und die ursprüngliche Fassung von Anna – Lassmichrein Lassmichraus für das Album klanglich zu sehr aus dem Rahmen gefallen wäre.

## Interpretation
Ohne Kenntnis des Umstandes, dass das Lied aus Du ich wär so gern bei dir entstand, ist Anna – Lassmichrein lassmichraus für den Hörer weitgehend unverständlich, zumal Trio auch nicht bereit waren, den Inhalt des Liedes zu erklären. Remmler stritt ab, dass sich die Zeile Lass mich rein, lass mich raus auf Geschlechtsverkehr bezieht.
Vielmehr handelt das Lied wohl davon, dass der Autor mehrere Freundinnen hat, bei denen er ein und aus geht. Dass im Lied auch zwei männliche Vornamen (Dieter und Peter) genannt werden, dürfte als verwirrender Witz zu verstehen sein.

## Erfolg
Das Lied wurde im Oktober 1982 als Single und Maxi-Single veröffentlicht und war auf keinem regulären Album von Trio enthalten. In den deutschen Single-Charts erreichte es den dritten Platz und hielt sich insgesamt 22 Wochen in den Charts. Neben der deutschen Fassung produzierten Trio auch eine englische Version, in der lediglich der Refrain durch die Zeile „Let me in, let me out“ ersetzt wurde. Die englische Version wurde weltweit veröffentlicht, jedoch kein nennenswerter Erfolg.
Besondere öffentliche Aufmerksamkeit erreichte das Lied in der ZDF-Hitparade. Nachdem Trio mit ihrer späteren Hitsingle Da da da in dieser Sendung auf Desinteresse gestoßen war, gelang es der Band in der Sendung am 6. Dezember 1982 den ersten Platz (38,5 % per Zuschauerabstimmung) zu erreichen. Als Trio in der darauffolgenden Sendung das Lied erneut präsentierten, spielte die Band das Lied vollständig live, obwohl in der ZDF-Hitparade die Künstler sonst stets zu einem Playback live sangen. Schlagzeuger Peter Behrens konnte, da er die Hi-Hat nicht spielen musste, sein Schlagzeug einhändig bedienen. Dies nutzte er, um mit der freien Hand einen Apfel zu essen, was später zu seinem Markenzeichen wurde.
2008 nutzte der deutsche Energieversorgungskonzern RWE das Lied für eine bundesweite groß angelegte Werbekampagne für einen neuen Stromtarif.

## Video
Für das Musikvideo zu Anna – Lassmichrein Lassmichraus führte wie schon für das Video zu Da da da Dieter Meier (Yello) Regie. Das Video zeigt Trio beim Spielen des Liedes auf dem heimischen Garagendach ihres Hauses in Großenkneten. In einer Zwischensequenz ist Gitarrist Krawinkel zu sehen, wie er seine Gitarre als Machete zweckentfremdet und sich mit ihr einen Weg durch ein Maisfeld schlägt.
Aufgrund der textlich nur leicht abweichenden englischen Version des Liedes war es möglich, das Videomaterial mit der englischen Version zu unterlegen, ohne dass Probleme mit der Lippensynchronität Remmlers auftraten.

## Cover-Versionen
Seit der Veröffentlichung des Liedes 1982 erschienen zahlreiche Cover-Versionen, darunter von
Takkyu Ishino, Cecil Jonni Lauro, Postmortem oder Eisbrecher. Trio-Sänger Stephan Remmler selbst veröffentlichte 1992 eine Live-Version auf seinem Live-Album Hüh.